# Thamnophilus caerulescens
A Thamnophilus caerulescens a madarak osztályának verébalakúak (Passeriformes) rendjébe és a hangyászmadárfélék (Thamnophilidae) családjába tartozó faj.

## Rendszerezése
A fajt Louis Pierre Vieillot francia ornitológus írta le 1816-ban.

## Alfajai
- Thamnophilus caerulescens melanochrous – (P. L. Sclater & Salvin, 1876)
- Thamnophilus caerulescens aspersiventer – (d’Orbigny & Lafresnaye, 1837)
- Thamnophilus caerulescens dinellii – (Berlepsch, 1906)
- Thamnophilus caerulescens paraguayensis – (Hellmayr, 1904)
- Thamnophilus caerulescens gilvigaster – (Pelzeln, 1868)
- Thamnophilus caerulescens caerulescens – (Vieillot, 1816)
- Thamnophilus caerulescens ochraceiventer – (Snethlage, 1928)
- Thamnophilus caerulescens cearensis – (Cory, 1919)

## Előfordulása
Dél-Amerikában, Argentína, Bolívia, Brazília, Paraguay, Peru és Uruguay területén honos. Természetes élőhelyei a szubtrópusi vagy trópusi síkvidéki és hegyi esőerdők, lombhullató erdők és cserjések, valamint folyók és patakok környéke. Állandó, nem vonuló faj.

## Megjelenése
Testhossza 16 centiméter, testtömege 15–24 gramm.
|  |  |

## Életmódja
Egyedül vagy párban fordul elő, főleg az aljnövényzetbe. Elsősorban rovarokkal és más ízeltlábúakkal táplálkozik, de eszik magokat és gyümölcsöket is.

## Szaporodása
Szaporodási időszaka függ az elterjedési területtől. Fészke szőtt, csésze alakú. Fészekalja 2–3 tojásból áll, melyet mindkét szülő költ.
|  |

## Természetvédelmi helyzete
Az elterjedési területe rendkívül nagy, egyedszáma ugyan csökken, de még nem éri el a kritikus szintet. A Természetvédelmi Világszövetség Vörös listáján nem fenyegetett fajként szerepel.